# قبة جبلية
قبة جبلية (بالفارسية: گنبد جبلیه) هي قبة تاريخية تعود إلى ساسانيون، وتقع في كرمان.